# Wolf Steidle
Wolf Steidle (* 2. März 1910 in Stuttgart; † 6. März 2003 in München) war ein deutscher Klassischer Philologe.
Wolf Steidle, der Sohn eines Buchhändlers, studierte an den Universitäten zu Würzburg, Kiel und Berlin Klassische Philologie. Am 18. April 1939 wurde er mit einer Dissertation über die Ars poetica des Horaz promoviert (Referenten waren Johannes Stroux und Christian Jensen). Anschließend arbeitete er am Institut für Indogermanische Geistesgeschichte in München, das von Richard Harder geleitet wurde. Daneben hielt er vom Wintersemester 1941/1942 bis zum Wintersemester 1944/1945 als Lehrbeauftragter lateinische Grundkurse an der Universität München ab.
Nach Kriegsende arbeitete Steidle an der Universität Würzburg, wo er sich 1951 mit einer Schrift über Suetons Biographien habilitierte. 1958 wurde er an die Universität Innsbruck zum beamteten außerordentlichen Professor für Klassische Philologie berufen und 1962 zum ordentlichen Professor ernannt. 1963 wechselte er an die Universität Frankfurt am Main, wo er bis zu seiner Emeritierung wirkte (1975).
Steidle war hauptsächlich Latinist. Zu seinen Forschungsschwerpunkten gehörten die griechische und römische Geschichtsschreibung, Poetik, Rhetorik, Tragödie und Komödie. Er befasste sich mit allen Epochen der römischen Literatur von der Republik bis zur Spätantike.